# Andrei Cristea
Andrei Cristea (Bacău, 15 maggio 1984) è un allenatore di calcio ed ex calciatore rumeno, di ruolo attaccante, tecnico del Popeşti-Leordeni.

## Caratteristiche tecniche
Da calciatore era una punta centrale e il suo piede preferito era il destro.

## Carriera

### Club
Il calciatore inizia la sua carriera nel 2001 tra le file del Bacău in Romania, dove milita fino al 2004, collezionando 28 presenze e 7 gol Il 1º luglio 2004 passa allo Steaua Bucarest riscattato per 800.000 euro, il calciatore debutta in Europa League il 16 settembre 2004 nella gara Steaua Bucarest-SCKA Sofia terminata 2-1 entrando nel secondo tempo al minuto 46. il calciatore otterrà 8 presenze e 2 gol in questa competizione oltre alle 28 presenze e 7 gol in campionato.
Nella stagione 2005-2006 gioca nuovamente nello Steaua Bucarest in questa stagione Andrei debutta in Uefa Champions League nella gara Shelbourne-Steaua Bucares entrando al minuto 82 al posto di Victoraș Iacob, in champions collezionerà 2 presenze, 24 presenze e 3 gol in Liga I e 10 presenze in Europa League. Dal 2006 al 2008 passa al Timișoara per 200.000 euro, e ottiene 35 presenze e 6 gol in Liga I.
Nel gennaio 2008 va in prestito al Politehnica Iasi terminando la stagione con 13 presenze e 6 gol. Nel luglio del 2008 viene acquistato dalla Dinamo Bucarest per 500.000 euro la sua avventura alla Dinamo dura pochi mesi, colleziona 1 presenza in Europa League e 8 in campionato con 2 gol, a gennaio viene subito ceduto in prestito al Politehnica Iasi dove raccoglie 15 presenze e 7 gol.
Nel 2009-2010 ritorna alla Dinamo Bucarest per via del termine del prestito il calciatore in questa stagione ottiene 29 presenze e 16 reti nel campionato rumeno che gli consentono di vincere la classifica marcatori del campionato Rumeno inoltre raccoglie 7 presenze e 1 gol in Europa League di cui 2 delle presenze in fase di qualificazione, resta alla Dinamo Bucarest fino al gennaio 2011 dove viene ceduto al Karlsruher in 2. Bundesliga dove resta fino al luglio 2012 raccogliendo 11 presenze e 6 gol. Nel 2012 torna alla Dinamo Bucarest, dove resta fino al 13 agosto 2013 per andare al Brasov.
La stagione successiva approda in Azerbaigian nelle file del Qəbələ, per poi essere ceduto da svincolato alla Salernitana il 9 febbraio 2015. Fa il suo esordio in maglia granata il 14 febbraio 2015 contro il Melfi subentrando all'88 minuto al compagno di squadra Ettore Mendicino. Segna il primo gol in maglia granata al 95' nella partita Catanzaro-Salernitana regalando la vittoria alla Salernitana il 22 marzo 2015, ma, a fine stagione, non arriva la riconferma.

### Nazionale
Fa il suo esordio in nazionale maggiore l'11 ottobre 2003 all'età di 19 anni nella partita Italia-Romania. In Nazionale in tutto raccoglie 10 presenze e 14 presenze nella nazionale U-21 Rumena.

## Statistiche

### Presenze e reti nei club
Statistiche aggiornate al 1º febbraio 2016.
| Stagione                | Squadra                 | Campionato              | Campionato | Campionato | Coppe nazionali | Coppe nazionali | Coppe nazionali | Coppe continentali | Coppe continentali | Coppe continentali | Altre coppe | Altre coppe | Altre coppe | Totale | Totale |
| Stagione                | Squadra                 | Comp                    | Pres       | Reti       | Comp            | Pres            | Reti            | Comp               | Pres               | Reti               | Comp        | Pres        | Reti        | Pres   | Reti   |
| ----------------------- | ----------------------- | ----------------------- | ---------- | ---------- | --------------- | --------------- | --------------- | ------------------ | ------------------ | ------------------ | ----------- | ----------- | ----------- | ------ | ------ |
| 2001-2002               | Bacău                   | A                       | 1          | 0          | -               | -               | -               | -                  | -                  | -                  | -           | -           | -           | 1      | 0      |
| 2002-2003               | Bacău                   | A                       | 11         | 1          | -               | -               | -               | -                  | -                  | -                  | -           | -           | -           | 11     | 1      |
| 2003-2004               | Bacău                   | A                       | 23         | 6          | -               | -               | -               | -                  | -                  | -                  | -           | -           | -           | 23     | 6      |
| Totale Bacău            | Totale Bacău            | Totale Bacău            | 35         | 7          |                 | -               | -               |                    | -                  | -                  |             | -           | -           | 35     | 17     |
| 2004-2005               | Steaua Bucarest         | A                       | 28         | 7          | -               | -               | -               | CU                 | 7                  | 2                  | -           | -           | -           | 35     | 9      |
| 2005-2006               | Steaua Bucarest         | A                       | 24         | 3          | -               | -               | -               | UCL+CU             | 2+10               | 0+0                | -           | -           | -           | 36     | 3      |
| Totale Steaua Bucarest  | Totale Steaua Bucarest  | Totale Steaua Bucarest  | 52         | 10         |                 | -               | -               |                    | 17                 | 2                  |             | -           | -           | 71     | 12     |
| 2006-2007               | Timișoara               | L-I                     | 28         | 6          | CR              | 2               | 0               | -                  | -                  | -                  | -           | -           | -           | 30     | 6      |
| 2007-gen. 2008          | Timișoara               | L-I                     | 7          | 0          | -               | -               | -               | -                  | -                  | -                  | -           | -           | -           | 7      | 0      |
| Totale Timișoara        | Totale Timișoara        | Totale Timișoara        | 35         | 6          |                 | 2               | 0               |                    | -                  | -                  |             | -           | -           | 37     | 6      |
| gen. 2008-giu. 2008     | Politehnica Iasi        | L-I                     | 13         | 6          | -               | -               | -               | -                  | -                  | -                  | -           | -           | -           | 13     | 6      |
| 2008-gen. 2009          | Dinamo Bucarest         | L-I                     | 8          | 2          | -               | -               | -               | CU                 | 1                  | 0                  | -           | -           | -           | 9      | 2      |
| gen. 2009-giu. 2009     | Politehnica Iasi        | L-I                     | 15         | 7          | -               | -               | -               | -                  | -                  | -                  | -           | -           | -           | 15     | 7      |
| Totale Politehnica Iași | Totale Politehnica Iași | Totale Politehnica Iași | 28         | 13         |                 | -               | -               |                    | -                  | -                  |             | -           | -           | 28     | 13     |
| 2009-2010               | Dinamo Bucarest         | L-I                     | 29         | 16         | -               | -               | -               | UEL                | 5+2                | 0+1                | -           | -           | -           | 36     | 17     |
| 2010-gen. 2011          | Dinamo Bucarest         | L-I                     | 11         | 4          | CR              | 3               | 1               | UEL                | 4                  | 2                  | -           | -           | -           | 18     | 7      |
| gen. 2011-giu. 2011     | Karlsruher              | 2B                      | 11         | 4          | -               | -               | -               | -                  | -                  | -                  | -           | -           | -           | 11     | 4      |
| 2011-2012               | Karlsruher              | RL                      | 1          | 0          | -               | -               | -               | -                  | -                  | -                  | -           | -           | -           | 1      | 0      |
| Totale Karlsruher       | Totale Karlsruher       | Totale Karlsruher       | 12         | 4          |                 | -               | -               |                    | -                  | -                  |             | -           | -           | 12     | 4      |
| 2012-2013               | Dinamo Bucarest         | L-I+L-II                | 19+5       | 1+3        | CR              | 1               | 0               | UEL                | 0                  | 0                  | -           | -           | -           | 25     | 4      |
| Totale Dinamo Bucarest  | Totale Dinamo Bucarest  | Totale Dinamo Bucarest  | 72         | 26         |                 | 4               | 1               |                    | 12                 | 3                  |             | -           | -           | 88     | 30     |
| 2013-2014               | Brasov                  | L-I                     | 29         | 8          | CR              | 2               | 0               | -                  | -                  | -                  | -           | -           | -           | 31     | 8      |
| 2014-gen. 2015          | Qəbələ                  | P-L                     | 9          | 0          | -               | -               | -               | UEL                | 2                  | 0                  | -           | -           | -           | 11     | 0      |
| feb. 2015-giu. 2015     | Salernitana             | LP                      | 8          | 2          | CI+CI-LP        | 0+0             | 0+0             | -                  | -                  | -                  | SLP         | 1           | 1           | 9      | 3      |
| 2015-gen. 2016          | Martina                 | LP                      | 16         | 3          | CI+CI-LP        | 0+0             | 0+0             | -                  | -                  | -                  | -           | -           | -           | 16     | 3      |
| gen. 2016-              | Iași                    | LI                      | 0          | 0          | CR              | 0               | 0               | -                  | -                  | -                  | -           | -           | -           | 0      | 0      |
| Totale carriera         | Totale carriera         | Totale carriera         | 296        | 78         |                 | 8               | 1               |                    | 29                 | 5                  |             | 1           | 1           | 334    | 86     |

## Palmarès

### Giocatore

#### Club
- Campionato rumeno: 2

Steaua Bucarest: 2004-2005, 2005-2006
- Campionato italiano Lega Pro: 1

Salernitana: 2014-2015

#### Individuale
- Capocannoniere della Liga I: 1

2009-2010 (16 gol)